# Thando Hopa

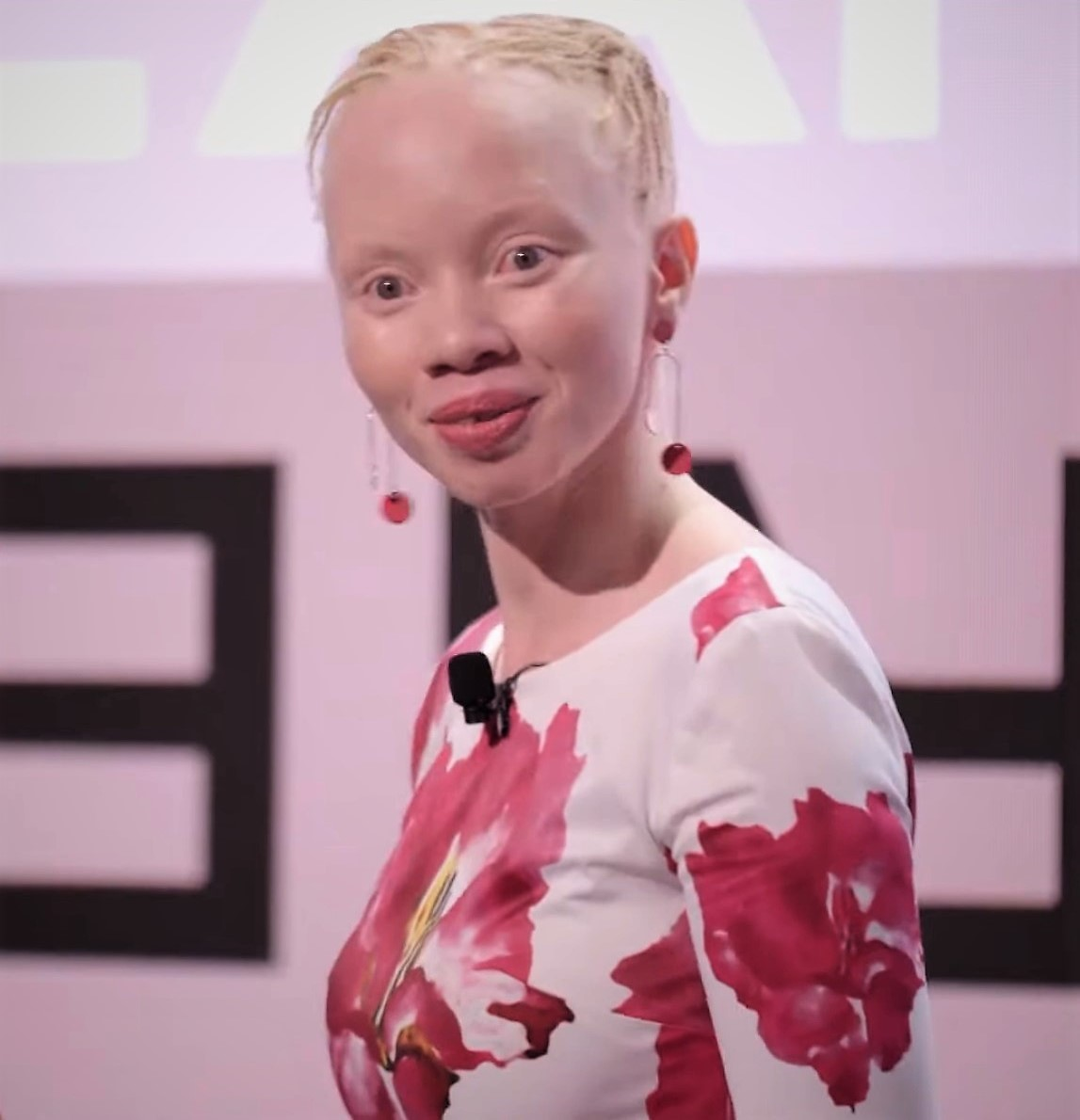
Thando Hopa (2020)

Thando Bulane-Hopa (* 1989 in Sebokeng) ist ein südafrikanisches Model, Aktivistin und Juristin. Sie ist der erste Mensch mit Albinismus, der auf der Titelseite einer Vogue abgebildet wurde.

## Werdegang
Thando Hopa wuchs in Lenasia South, einem Stadtteil von Johannesburg, auf und lebte später in Walkerville. Sie hat drei Geschwister, darunter einen Bruder, der ebenfalls von Albinismus betroffen ist. Sie selbst sagte später, dass sie eine schöne Kindheit hatte, mit hilfsbereiten Eltern und einer liebevollen Großmutter. Als Kind gehörte sie zu den Darstellern in den ersten Staffeln von Takalani Sesame (der südafrikanischen Ausgabe der Sesamstraße), die von Thando Hopas Mutter, Seipati Bulane-Hopa, produziert wurde, einer der ersten Dokumentarfilmerinnen Afrikas.
Insbesondere nach ihrer Einschulung wurde Hopa bewusst, dass ihre Haut eine andere Farbe als die ihrer Mitschüler hatte. Nachbarskinder und Schulkameraden nannten sie „Isimawa“ (die Verfluchte) und mieden Berührungen mit ihr, Erwachsene spuckten vor ihr aus, weil das angeblich Glück bringe. In der Oberschule versuchte sie zunächst, ihren Albinismus mit Kopfbedeckungen zu kaschieren. Weil sich die Leute darüber mokierten, ging sie ohne Sonnenschutz, um dieselbe Hautfarbe wie ihre Schulkameraden zu erlangen, weshalb sie sich einen lebensgefährlichen Sonnenbrand zuzog.
Hopa besuchte die private St. Martin’s High School in Johannesburg und erwarb an der Witwatersrand-Universität einen Bachelor-of-Laws-Abschluss; in dieser Zeit begann sie, mit Mode und ihrem Aussehen zu experimentieren. Zwei Jahre später wurde sie Staatsanwältin bei der Nationalen Anklagebehörde (National Prosecuting Authority = NPA). Sie war die jüngste in ihrer Johannesburger Gruppe von Neulingen und vorrangig mit Sexualdelikten befasst. Hopa sagt, ihre größte Herausforderung sei nicht nur gewesen, zu lernen, mit Menschen umzugehen, sondern auch, ihre eigenen Vorurteile abzulegen.
Anfang der 2010er Jahre wurde Thando Hopa in einem Einkaufszentrum von dem südafrikanischen Modemacher Gert-Johan Coetzee angesprochen, der sie als Model verpflichtete. Da sie wegen des Albinismus sehbehindert ist und vorher niemals hohe Schuhe getragen hatte, bedeuteten ihre ersten Laufstegerfahrungen bei der „South African Fashion Week“ eine Herausforderung für sie. Albinismus ist in der internationalen Modelbranche nicht neu; zu den Topmodels gehören Stephen Thompson, Diandra Forrest und Shaun Ross. Das erste Model mit Albinismus der Welt war Connie Chiu aus Hongkong, die 1994 für Jean Paul Gaultier in Paris arbeitete.
2018 wurde Hopa als „Princess of Hearts“ für den Pirelli-Kalender gecastet und war damit die erste südafrikanische Person of Color, die darin erschien, und sie spielte die Rolle der Artemis in der britisch-amerikanischen Miniserie Troja – Untergang einer Stadt. Im Jahr 2020 wurde Thando Hopa Stipendiatin des „Narratives Lab“ des Weltwirtschaftsforums und wurde von der Singer-Songwriterin, Schauspielerin und Aktivistin Angélique Kidjo betreut. Sie war Jurymitglied bei der Wahl der Miss South Africa 2019. Im selben Jahr war sie als erster Mensch mit Albinismus auf dem Cover von Vogue Portugal unter der Überschrift „Africa Motherland“ zu sehen.
Hopa engagiert sich für die Akzeptanz von Albinismus. Menschen mit dieser Stoffwechselstörung sind vor allem in Ostafrika von Verfolgung und Diskriminierung bedroht, die auf Aberglauben beruhen: Zum einen glaubt man, dass Körperteile von Menschen mit Albinismus Wunderheilkräfte besitzen, weshalb sie getötet und zerstückelt werden, oder sie gelten als „verflucht“. In vielen afrikanischen Sprachen werden sie zudem mit verächtlichen Begriffen bezeichnet. Daher komme Thando Hopas Modelkarriere einer Revolution gleich, so die deutsche Zeitung Die Welt. 2018 wurde Hopa mit dem 100-Women-Award der BBC für ihr Engagement für Vielfalt und Inklusion ausgezeichnet.